# Przylądek Wschodni
Przylądek Wschodni (ang. East Cape) – przylądek będący najbardziej na wschód wysuniętym punktem Nowej Zelandii, położony na północy  regionu Gisborne, na północno-wschodnim krańcu Wyspy Północnej.